# Royal de luxe : Retour d'Afrique
Pour plus de détails, voir Fiche technique et Distribution.
Royal de luxe : Retour d'Afrique est un film français réalisé par Dominique Deluze, sorti en 2000.

## Synopsis
La compagnie Royal de luxe se déplace dans les villages du Cameroun avec ses marionnettes.

## Fiche technique
- Titre : Royal de luxe : Retour d'Afrique
- Réalisation : Dominique Deluze
- Scénario : Dominique Deluze
- Photographie : Jean-Marc Bouzou
- Montage : Marc Oriol
- Société de production : K. Productions, La Sept, Les Films à Lou et Société des Producteurs de Cinéma et de Télévision
- Pays :  France
- Genre : documentaire
- Durée : 85 minutes
- Date de sortie : 
  - France : 5 avril 2000

## Distribution
- Philippe Chabry
- Johan Cornier
- Didier Gallot-Lavallée
- Sylvain Mahoun
- Catherine Oliverra
- Philippe Ragot
- Pierre Séverin

## Accueil
Emmanuelle Bouchez pour Télérama évoque un film qui met surtout en valeur la démarche des artistes.